# Liskovac (Republika Serbska)
Liskovac (cyr. Лисковац) – wieś w Bośni i Hercegowinie, w Republice Serbskiej, w gminie Gradiška. W 2013 roku liczyła 1080 mieszkańców.